# Подветка (Октябрьский район)
Подветка (бел. Падветка) — деревня в Любанском сельсовете Октябрьского района Гомельской области Белоруссии.

## География

### Расположение
В 21 км на восток от городского посёлка Октябрьский, 24 км от железнодорожной станции Рабкор (на ветке Бобруйск — Рабкор от линии Осиповичи — Жлобин), 251 км от Гомеля.

## Гидрография
На востоке мелиоративные каналы.

## Транспортная сеть
Транспортные связи по просёлочной, затем автомобильной дороге Октябрьский — Озаричи. Планировка состоит из короткой широтной улицы. Жилые дома деревянные, усадебного типа.

## История
По письменным источникам известна с XIX века как селение в казённом поместье Нестановичи. В 1909 году в Рудобельской волости Бобруйского уезда Минской губернии. В 1929 году жители вступили в колхоз. Во время Великой Отечественной войны немецкие оккупанты в апреле 1942 года полностью сожгли деревню и убили 23 жителей. 13 жителей погибли на фронте. Согласно переписи 1959 года в составе колхоза имени Т. П. Бумажкова (центр — деревня Любань).

## Население

### Численность
- 2004 год — 9 хозяйств, 13 жителей.

### Динамика
- 1857 год — 2 двора, 18 жителей.
- 1897 год — 6 дворов, 47 жителей (согласно переписи).
- 1909 год — 10 дворов, 71 житель.
- 1916 год — 78 жителей.
- 1940 год — 26 дворов, 97 жителей.
- 1959 год — 108 жителей (согласно переписи).
- 2004 год — 9 хозяйств, 13 жителей.